# 광평군 (행정 구역)
광평군(廣平郡)은 중국의 옛 군이다. 군국제 시행 시에는 광평국(廣平國), 평간국(平干國)이기도 했다.

## 전한
원래는 거록군의 일부로, 경제 중6년(기원전 144년)에 거록군의 일부를 분할해 설치됐다. 정화 2년(기원전 91년) 이 군을 조경숙왕의 아들 평간경왕의 봉국으로 삼으면서 평간국이 됐다. 오봉 2년(기원전 56년) 평간유왕이 죽었는데 죄가 있어서 평간국을 폐지해 다시 광평군이 됐다. 건평 3년(기원전 4년) 유광한을 광평왕으로 봉하면서 광평국이 됐다.
기주자사부에 속했다. 원시 2년(2년)의 인구조사에 따르면 27,984호, 198,558명이 있었다. 아래의 속현 목록은 《한서》지리지의 내용이다. 원연·수화 연간(기원전 8년 무렵)의 현황으로 여겨지며, 총 16현이다. 신도국과 마찬가지로 호구와 인구에 비해 현 수가 지나치게 많은데, 전대흔이 이를 바탕으로 호구와 인구는 원시 2년(2년)의 자료고 속현 목록은 원연·수화 연간의 자료라고 주장한 것이 정설로 받아들여지고 있다.
| 현명     | 한자     | 대략적 위치           | 비고                                                                                                  |
| -------- | -------- | --------------------- | --- |
| 광평현   | 廣平縣   | 한단시 지쩌 현 동     | |
| 장현     | 張縣     | 싱타이시 런 현 남서   | |
| 조평현   | 朝平縣   | 싱타이시 런 현 남동   | |
| 남화현   | 南和縣   | 싱타이시 난허 현      | 열가수(列葭水)가 동으로 사수(㴲水)로 들어간다.                                                        |
| 열인현   | 列人縣   | 한단시 페이샹 현 북동 | |
| 척장현   | 斥章縣   | 한단시 취저우 현 남   | |
| 임현     | 任縣     | 한단시 런 현 동       | |
| 곡주현   | 曲周縣   | 한단시 취저우 현 북   | 곡주후 역기가 죄를 지어 봉국을 잃으면서 곡주향으로 격하됐다가, 건원 4년(기원전 137년) 도로 현이 됐다. |
| 남곡후국 | 南曲侯國 | 한단시 추 현 북서     | |
| 곡량후국 | 曲梁侯國 | 한단시 융녠 구 남동   | |
| 광향후국 | 廣鄕侯國 | 한단시 런 현 서       | |
| 평리후국 | 平利侯國 | ?                     | |
| 평향후국 | 平鄕侯國 | 싱타이시 핑샹 현 남서 | |
| 양대후국 | 陽臺侯國 | ?                     | |
| 광년현   | 廣年縣   | 한단시 융녠 현 북동   | |
| 성향후국 | 城鄕侯國 | ?                     | |

## 신
군의 이름을 부창(富昌)으로 고치고 다음 현의 이름을 고쳤다.
| 전한 | 신         |
| ---- | ---------- |
| 열인 | 열치(列治) |
| 곡주 | 직주(直周) |
| 곡량 | 직량(直梁) |
| 광년 | 부창(富昌) |

## 후한~서진
37년(후한 광무제 건무 13년) 거록군에 통폐합되었다가 조위가 건국된 221년(조비 황초 2년)에 위군으로 흡수된 16개현으로 광평군이 복구되었다.
| 개편전 | 개편전                                                       | 개편후 | 개편후                                                       |
| ------ | ------------------------------------------------------------ | ------ | ------------------------------------------------------------ |
| 위군   | 업현, 장락현, 위현, 척구현, 안양현, 탕음현, 내황현, 여양현   | 위군   | 업현, 장락현, 위현, 척구현, 안양현, 탕음현, 내황현, 여양현   |
| 위군   | 한단현, 역양현, 양국현, 남화현, 임현, 곡량후국, 평은현, 섭현 | 광평군 | 한단현, 역양현, 양국현, 남화현, 임현, 곡량후국, 평은현, 섭현 |
| 위군   | 원성현, 관도현, 청연현, 동무양현                             | 양평군 | 원성현, 관도현, 청연현, 동무양현                             |